# Riikka Talvitie
Riikka Talvitie (Vantaa, 3 september 1970) is een Fins componist en hoboist.
Vanaf 1984 begon ze les te krijgen op de hobo. Talvitie kreeg haar hogere muzikale opleiding aan de Sibeliusacademie in Helsinki. Ze begon daarbij met een studie als hoboiste. Van 1990 tot 1997 studeerde ze er. Na die studie afgerond te hebben begon ze aan een vijfjarige studie compositie. Tussendoor deed ze ook nog een studie aan de Conservatoire national supérieur de musique in Parijs (hobo en compositie 1995-1996) en aan IRCAM (componeren 2001-2002). Door deze studies te combineren kreeg ze met uiteenlopende docenten te maken:
- 1994-1995: Olli Kortekangas
- 1994-1997: Tapio Nevanlinna
- 1996-2001: Paavo Heininen
- 1995-1996: Gérard Grisey (conservatoire)
- 2001-2002: Phillippe Leroux (IRCAM)

In aanvulling op haar studies volgde ze ook masterclasses bij: Magnus Lindberg, Jouni Kaipainen, Anders Hillborg, Esa-Pekka Salonen en Mark-Anthony Turnage.

## Oeuvre (selectief)
- Maestro Vie; een komische opera
- Muziek bij King Lear (2004)
- Hoboconcert Tululuikku (2002)
- Bow-wow (gitaarconcert)(2009)
- Luonnonoikku (elektroakoestische muziek)(2002)
- Muistin pitkä jyrinä(2006)

- Gemeinsame Normdatei: 1058937189
- International Standard Name Identifier: 0000 0000 5136 8308
- Library of Congress Control Number: no2008080547
- MusicBrainz: 2c8b7605-84df-4900-8f07-064cdea1f45d
- Nationale Bibliotheek van Israël: 987011245287205171
- Virtual International Authority File: 39188428
- WorldCat: E39PBJvXkh44r6PHCVWW4FWv73